# Bechowiec-1
Bechowiec-1 là loại súng tiểu liên của Ba Lan sử dụng trong chiến tranh thế giới thứ hai được phát triển và chế tạo bởi Armia Krajowa để phục vụ cho việc kháng chiến. Nó được thiết kế năm 1943 bởi Henryk Strąpoć và được chế tạo bởi nhiều nhóm hoạt động kháng chiến nhưng nhiều nhất là tại vùng Ostrowiec Świętokrzyski và Opatów Kielecki. Tên của nó được đặc theo tên của tổ chức Bataliony Chłopskie vào những ngày đầu thành lập là Bechowiec.

## Thiết kế
Bechowiec-1 được thiết kế để sử dụng trong các hoạt động ngầm vì thế nó phải nhỏ, nhẹ và dễ sử dụng. Sử dụng loại đạn tiêu chuẩn của Đức là 9mm Parabellum vì loại đạn này rất dễ kiếm bằng việc mua từ lính Đức hay sau mỗi trận đánh nhau. Nó sử dụng khóa nòng trượt, giống như một khẩu súng ngắn nó sẽ bắn khi khóa nòng đóng lại vốn giúp tăng độ chính xác lên khi bắn từng viên. Cò súng cũng là bộ phận chọn chế độ bắn.